# Calophya spondiasae
Calophya spondiasae är en insektsart som först beskrevs av Crawford 1915.  Calophya spondiasae ingår i släktet Calophya och familjen Calophyidae. Inga underarter finns listade i Catalogue of Life.